# Paradise Is Here
Paradise Is Here ist ein Lied von Tina Turner aus dem Jahr 1986. Es erschien als Singleauskopplung aus ihrem sechsten Soloalbum Break Every Rule.

## Entstehung und Veröffentlichung
Das Lied wurde von Paul Brady geschrieben und komponiert. Für die Produktion zeichneten Neil Dorfsman und Mark Knopfler verantwortlich. Während Dorfsman darüber hinaus auch als Toningenieur fungierte, ist Knopfler zudem an der Gitarre zu hören. Für die weitere Instrumentierung waren Micky Feat (Bass), Guy Fletcher (Keyboard), Jamie Lane (Schlagzeug), Branford Marsalis (Sopransaxophon) und Frank Ricotti (Perkussion) zuständig. Die Programmierung erfolgte unter der Leitung von Albert Boekholt. Neben dem Hauptgesang von Turner sind im Hintergrund die Stimmen von Samantha Brown, Margot Buchanan, Jimmy Chambers und George Chandler zu hören.
Die Erstveröffentlichung von Paradise Is Here erfolgte als Teil von Tina Turners sechstem Soloalbum Break Every Rule am 5. September 1986. Im September 1987 erschien es als 7″-Single mit einer Liveversion zu In the Midnight Hour als B-Seite.

## Charts und Chartplatzierungen
| ChartsChartplatzierungen     | Höchstplatzierung | Wochen/ Monate |
| ---------------------------- | ----------------- | -------------- |
| Deutschland (GfK)            | 31 (6 Wo.)        | 6 Wo.          |
| Österreich (Ö3)              | 25 (1 Mt.)        | 1 Mt.          |
| Vereinigtes Königreich (OCC) | 78 (3 Wo.)        | 3 Wo.          |

## Coverversionen

### Version von Cher
Paradise Is Here wurde 1995 von Cher gecovert. Ihre Version wurde von Stephen Lipson produziert und erschien erstmals auf ihrem Studioalbum It’s a Man’s World am 6. November 1995. Am 3. Dezember 1996 wurde es als Single durch Reprise Records ausgekoppelt. Die Single verfehlte die offiziellen Singlecharts, erreichte aber Rang elf der US-amerikanischen Dance Club Songs.

### Weitere Coverversionen
- 1987: Paul Brady (Album: Primitive Dance)[9]